# Вільховець (Львівський район)
Вільхове́ць — село у Львівському районі Львівської області. Населення становить 335 осіб. Орган місцевого самоврядування — Суходільська сільська рада.

## Історія
У податковому реєстрі 1515 року в селі документується 10 ланів (близько 250 га) оброблюваної землі.
Восени 1944 року в присілку Широка Нива  с.Вільховець перебував Р.Шухевич. https://litopysupa.com/wp-content/uploads/2019/01/NS_Tom_21_Yaroslav_Starukh_Dokumenty_i_materialy.pdf [Архівовано 10 грудня 2019 у Wayback Machine.]